# Heliantheae
Heliantheae je veliki tribus glavočika cjevnjača koji je ime dobio po rodu suncokreta, Helianthus. Postoji podjela na stotinjak rodova.

## Opis
Heliantheae su pleme blisko povezanih rodova iz porodice suncokreta koje se mogu lako prepoznati zbog povezanosti spremnika brakteja ili ljuskica pljeve sa svakim diskastim cvjetićem u glavi. Glavice obično uključuju dvospolne, aktinomorfne diskaste cvjetiće s cjevastim vjenčićima koji imaju 4 ili 5 distalnih režnjeva i također periferne zigomorfne ženske ili ponekad sterilne cvjetove s vjenčićima u obliku trake koji imaju 3 ili manje distalnih zubaca. Međutim, zrakastih cvjetova ponekad nema i glavice su tada diskoidne, sadrže samo dvospolne cvjetove s cjevastim vjenčićima. Papus je odsutan ili se češće kreće od ljuski do krutih čekinja.

## Podtribusi
1. Ambrosiinae Benth. & Hook.f.
2. Chromolepidinae Panero
3. Dugesiinae Panero
4. Ecliptinae Less.
5. Enceliinae Panero
6. Engelmanniinae Stuessy
7. Helianthinae Dumort.
8. Montanoinae H.Rob.
9. Rojasianthinae Panero
10. Rudbeckiinae H.Rob.
11. Spilanthinae Panero
12. Verbesininae Panero
13. Zaluzaniinae H.Rob.
14. Zinniinae Benth. & Hook.f.

### Rodovi
1. genus Acmella Rich. ex Pers.
2. genus Agnorhiza (Jepson) W.A. Weber
3. genus Aldama La Llave
4. genus Ambrosia L.
5. genus Aspilia Thouars
6. genus Balsamorhiza Hook. ex Nutt.
7. genus Baltimora L.
8. genus Berlandiera DC.
9. genus Blainvillea Cass.
10. genus Calyptocarpus Less.
11. genus Chorisiva (A. Gray) Rydb.
12. genus Chromolepis Benth.
13. genus Chrysogonum L.
14. genus Clibadium L.
15. genus Complaya Strother
16. genus Cuchumatanea Seid. & Beaman
17. genus Damnxanthodium Strother
18. genus Delilia Spreng.
19. genus Dicoria Torr. & A. Gray
20. genus Dimerostemma Cass.
21. genus Dracopis Cass.
22. genus Dugesia A. Gray
23. genus Echinacea Moench
24. genus Eclipta L.
25. genus Elaphandra Strother
26. genus Eleutheranthera Poit. ex Bosc
27. genus Encelia Adans.
28. genus Enceliopsis (A. Gray) A. Nelson
29. genus Engelmannia A. Gray ex Nutt.
30. genus Euphrosyne DC.
31. genus Exomiocarpon Lawalree
32. genus Fenixia Merr.
33. genus Flourensia DC.
34. genus Freya V.M. Badillo
35. genus Geraea Torr. & A. Gray
36. genus Hedosyne Strother
37. genus Helianthella Torr. & A. Gray
38. genus Helianthus L.
39. genus Heliomeris Nutt.
40. genus Heliopsis Pers.
41. genus Hoffmanniella Schltr. ex Lawalree
42. genus Hybridella Cass.
43. genus Hymenoclea Torr. & A. Gray
44. genus Hymenostephium Benth.
45. genus Iogeton Strother
46. genus Iostephane Benth.
47. genus Iva L.
48. genus Jefea Strother
49. genus Kingianthus H. Rob.
50. genus Lagascea Cav.
51. genus Lantanopsis C. Wright
52. genus Lasianthaea DC.
53. genus Leptocarpha DC.
54. genus Leuciva Rydb.
55. genus Lindheimera A. Gray & Engelm.
56. genus Lipochaeta DC.
57. genus Lundellianthus H. Rob.
58. genus Macraea Hook.f.
59. genus Melanthera Rohr
60. genus Monactis Kunth
61. genus Montanoa Cerv.
62. genus Oblivia Strother
63. genus Otopappus Benth.
64. genus Oxycarpha S.F. Blake
65. genus Oxytenia Nutt.
66. genus Oyedaea DC.
67. genus Pappobolus S.F. Blake
68. genus Parthenice A. Gray
69. genus Parthenium L.
70. genus Pascalia Ortega
71. genus Perymeniopsis H. Rob.
72. genus Perymenium Schrad.
73. genus Philactis Schrad.
74. genus Phoebanthus S.F. Blake
75. genus Plagiolophus Greenm.
76. genus Plummera A. Gray
77. genus Podachaenium Benth. ex Oerst.
78. genus Podanthus Lag.
79. genus Ratibida Raf.
80. genus Rensonia S.F. Blake
81. genus Rhysolepis S.F. Blake
82. genus Riencourtia Cass.
83. genus Rojasianthe Standl. & Steyerm.
84. genus Rudbeckia L.
85. genus Sabazia Cass.
86. genus Salmea DC.
87. genus Sanvitalia Lam.
88. genus Scabrethia W.A. Weber
89. genus Scalesia Arn.
90. genus Schistocarpha Less.
91. genus Schizoptera Turcz.
92. genus Sclerocarpus Jacq.
93. genus Selloa Kunth
94. genus Silphium L.
95. genus Simsia Pers.
96. genus Sphagneticola O. Hoffm.
97. genus Spilanthes Jacq.
98. genus Squamopappus Jansen, Harriman & Urbatsch
99. genus Steiractinia S.F. Blake
100. genus Stuessya B.L. Turner & F.G. Davies
101. genus Syncretocarpus S.F. Blake
102. genus Synedrella Gaertn.
103. genus Synedrellopsis Hieron. & Kuntze
104. genus Tamananthus V.M. Badillo
105. genus Tehuana Panero & Villaseñor
106. genus Tetrachyron Schltdl.
107. genus Tetranthus Sw.
108. genus Thymopsis Benth.
109. genus Tilesia G. Mey.
110. genus Tithonia Desf. ex Juss.
111. genus Trichocoryne S.F. Blake
112. genus Tuxtla Villasenor & Strother
113. genus Verbesina L.
114. genus Vigethia W.A. Weber
115. genus Viguiera Kunth
116. genus Wamalchitamia Strother
117. genus Wedelia Jacq.
118. genus Wollastonia DC. ex Decne.
119. genus Wyethia Nutt.
120. genus Xanthium L.
121. genus Zaluzania Pers.
122. genus Zexmenia La Llave
123. genus Zinnia L.
124. genus Zyzyxia Strother